# Allocosa abmingani
Allocosa abmingani là một loài nhện trong họ wolfspinnen (Lycosidae).
Loài này thuộc chi Allocosa. Allocosa abmingani được Vernon Victor Hickman miêu tả năm 1944.